# Klokočevik
Klokočevik es una localidad de Croacia en el ejido del municipio de Garčin, condado de Brod-Posavina.

## Geografía
Se encuentra a una altitud de 137 m s. n. m. a 207 km de la capital nacional, Zagreb.

## Demografía
En el censo 2011 el total de población de la localidad fue de 607 habitantes.
| Gráfica de población de Klokočevik 1857-2011                        |
|                                                                     |
| Según los censos de población de la oficina estadística de Croacia. |